# Calaceite
Calaceite, (Calaceit en Catalan), est une commune d’Espagne, dans la province de Teruel, communauté autonome d'Aragon comarque de Matarraña. Calaceite appartient à l'association Les Plus Beaux Villages d'Espagne.

## Géographie
Elle fait partie de la Frange d'Aragon

## Lieux et monuments

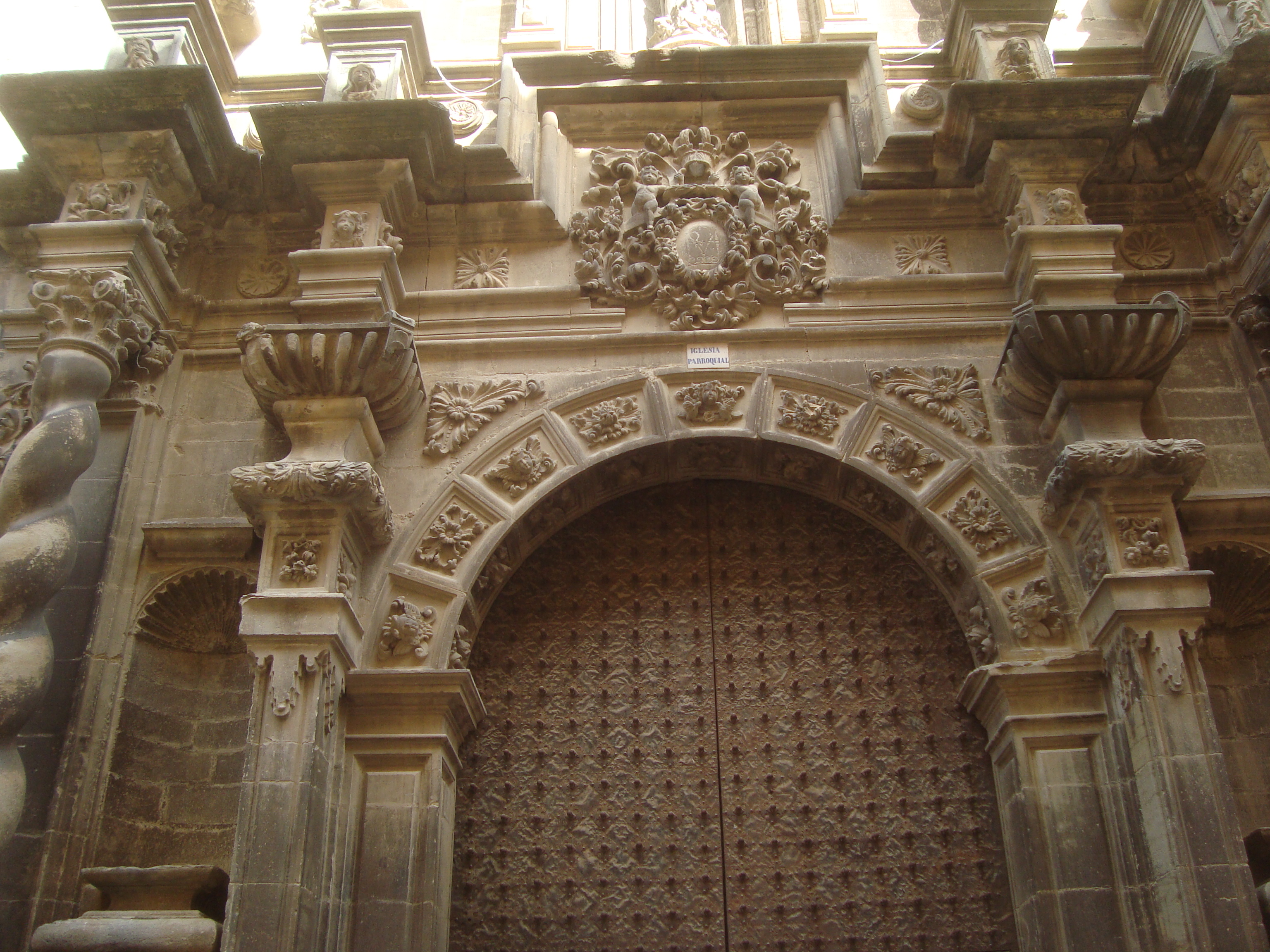
Église paroissiale de l'Assomption de Calaceite (Teruel).

## Personnalité liée à la commune
- Saturnine Jassa y Fontcuberta (1851-1936) cofondatrice de la compagnie de Sainte Thérèse, née à Calaceite.